# Andersvallsslåtten
Andersvallsslåtten este o arie protejată (arie specială de conservare — SAC, sit de importanță comunitară — SCI, arie de protecție specială avifaunistică — SPA) din Suedia întinsă pe o suprafață de 193 ha, integral pe uscat.

## Localizare
Centrul sitului Andersvallsslåtten este situat la coordonatele 61°33′30″N 16°03′39″E / 61.5582°N 16.0609°E.

## Înființare
Situl Andersvallsslåtten a fost declarat sit de importanță comunitară în ianuarie 2002 pentru a proteja 4 specii de animale. Alte tipuri de protecție:
- arie de protecție specială avifaunistică (în ianuarie 2002)[2]
- arie specială de conservare (în martie 2011)[1][3][4]

## Biodiversitate
Situată în ecoregiunea boreală, aria protejată conține 8 habitate naturale: Pajiști cu Molinia pe soluri calcaroase, turboase sau argilos-nămoloase (Molinion caeruleae), Cursuri de apă de la nivel de câmpie la nivel montan, cu vegetație Ranunculion fluitantis și Callitricho-Batrachion, Păduri caducifoliate de mlaștină fino-scandinave, Taiga vestică, Lacuri și iazuri distrofice naturale, Mlaștini turboase de tranziție și turbării mișcătoare, Păduri aluvionare cu Alnus glutinosa și Fraxinus excelsior (Alno-Padion, Alnion incanae, Salicion albae), Mlaștini împădurite.
La baza desemnării sitului se află mai multe specii protejate de  păsări (4): lebădă de iarnă (Cygnus cygnus), cufundar mic (Gavia stellata), cocoșul de mesteacăn (Tetrao tetrix tetrix), fluierar de mlaștină (Tringa glareola).